# Парламентские выборы в Сенегале (2012)
Парламентские выборы в Сенегале проходили 1 июля 2012 года. В результате победу одержала коалиция Союз за надежду, поддерживавшая президента Маки Саля, избранного на президентских выборах ранее в январе того же года. Коалиция получила 119 из 150 мест Национального собрания. Явка, однако, составила лишь 37%.

## Предвыборная обстановка
Изменения в закон о выборах, принятые в 2010 году, требовали, чтобы женщины составляли 50% кандидатов в партийных списках. Всего на выборы было представлено 24 списка, в которых присутствовало более 7 тыс. кандидатов, в том числе Лоуренс Гаврон, первая белая женщина, выставившая свою кандидатуру на выборах в парламент.
90 депутатов парламента избирались большинством голосов, а оставшиеся 60 — по пропорциональной системе.
Первоначально выборы были назначены на 17 июня 2012 года, но президент Маки Саль объявил об изменении даты выборов, заявив, что было недостаточно времени для их подготовки.

## Результаты
В результате выборов в Национальное собрание было избрано 64 женщины.
| Партия                                                                                    | Голоса    | %     | Места |
| ----------------------------------------------------------------------------------------- | --------- | ----- | ----- |
| Коалиция Союз за надежду                                                                  | 1 040 899 | 53,06 | 119   |
| Сенегальская демократическая партия                                                       | 298 846   | 15,23 | 12    |
| Демократическое объединение Bokk Gis Gis                                                  | 143 180   | 7,30  | 4     |
| Гражданское движение за национальную реформу                                              | 113 321   | 5,78  | 4     |
| Республиканское движение за социализм и демократию                                        | 70 655    | 3,60  | 2     |
| Партия за правду и развитие                                                               | 48 553    | 2,47  | 2     |
| Союз за демократическое возрождение                                                       | 21 964    | 1,12  | 1     |
| Сенегальское патриотическое движение                                                      | 21 868    | 1,11  | 1     |
| Патриотическое объединение за справедливость и равенство                                  | 20 762    | 1,06  | 1     |
| Партия за появление граждан                                                               | 20 671    | 1,05  | 1     |
| Deggo Souxali Transport ak Commerce                                                       | 18 859    | 0,96  | 1     |
| Коалиция Leeral                                                                           | 17 791    | 0,91  | 1     |
| And-Jëf/Африканская партия за демократию и социализм                                      | 15 889    | 0,81  | 1     |
| Демократический альянс                                                                    | 14 841    | 0,76  | 0     |
| Коалиция And Taxawal Askan Wi                                                             | 12 922    | 0,47  | 0     |
| Коалиция Валлу Аскан Сенегал                                                              | 12 044    | 0,61  | 0     |
| Объединение экологистов Сенегала                                                          | 11 783    | 0,60  | 0     |
| Коалиция Салям                                                                            | 10 855    | 0,55  | 0     |
| Истинная социалистическая партия                                                          | 9 577     | 0,49  | 0     |
| Коалиция Lii Dal Na Xel                                                                   | 9 216     | 0,47  | 0     |
| Партия Taxawu Askan Wi                                                                    | 8 107     | 0,41  | 0     |
| Синергизм за прогресс и демократию                                                        | 7 326     | 0,37  | 0     |
| Союзная коалиция народа                                                                   | 6 717     | 0,34  | 0     |
| Гражданская демократия                                                                    | 5 130     | 0,26  | 0     |
| Недействительных/пустых бюллетеней                                                        | 7 076     | –     | –     |
| Всего                                                                                     | 1 968 852 | 100   | 150   |
| Зарегистрированных избирателей/ Явка                                                      | 5 368 783 | 36,67 | –     |
| Источник: African Elections Database Архивная копия от 31 августа 2018 на Wayback Machine |           |       |       |